# سوريانو نيل سيمينو
سوريانو نيل سيمينو هي كومونا ومدينة في مقاطعة فيتيربو ، لاتسيو ، وسط إيطاليا .
تشرف المدينة على مونتي سيمينو ، أعلى قمة في مونتي سيميني.

## المعالم السياحية الرئيسية
- قلعة أورسيني ، بناها أورسو أورسيني في القرن الثالث عشر. كان المقر الصيفي للبابا نيكولاس الثالث ، عم أورسو. كانت قلعة ذات إجراءات أمنية مشددة حتى التسعينيات وتديرها الآن جامعة توسيا .
- قصر تشيجي ألباني (القرن السادس عشر) ، صممه أوتافيانو شيراتي. يضم نافورة باباكوا في الداخل.
- كنيسة سان جورجيو الرومانية الصغيرة (القرن الحادي عشر).
- كاتدرائية (دومو) ، سان نيكولا دي باري من 1794.
- كنيسة سانت ايتيزيو .
- فونتانا فيكيا ("النافورة القديمة") ، بُنيت في القرن الخامس عشر.
- بورتا رومانا ("البوابة الرومانية") ، نسخة من بورتا بيا في روما.
- سوبليمازيون (النحت الحضري) ، تركيب دائم لجورجيو كابوجروسي (مونتيز) - بيازال كافاليري دي فيتوريو فينيتو

## روابط خارجية
- حول سوريانو نيل سيمينو - معلومات لزوار سوريانو ، تنظيم الجولات ودروس الطبخ
- Culture Discovery Vacations - شركة جولات للطهي والطهي تستكشف توسكانا وأومبريا ، ومقرها سوريانو نيل سيمينو

1. ↑  GeoNames (بالإنجليزية), 2005, QID:Q830106